# Synthèse par distorsion non linéaire
 (novembre 2010).
La forme ressemble trop à un extrait de cours et nécessite une réécriture afin de correspondre aux standards de Wikipédia.

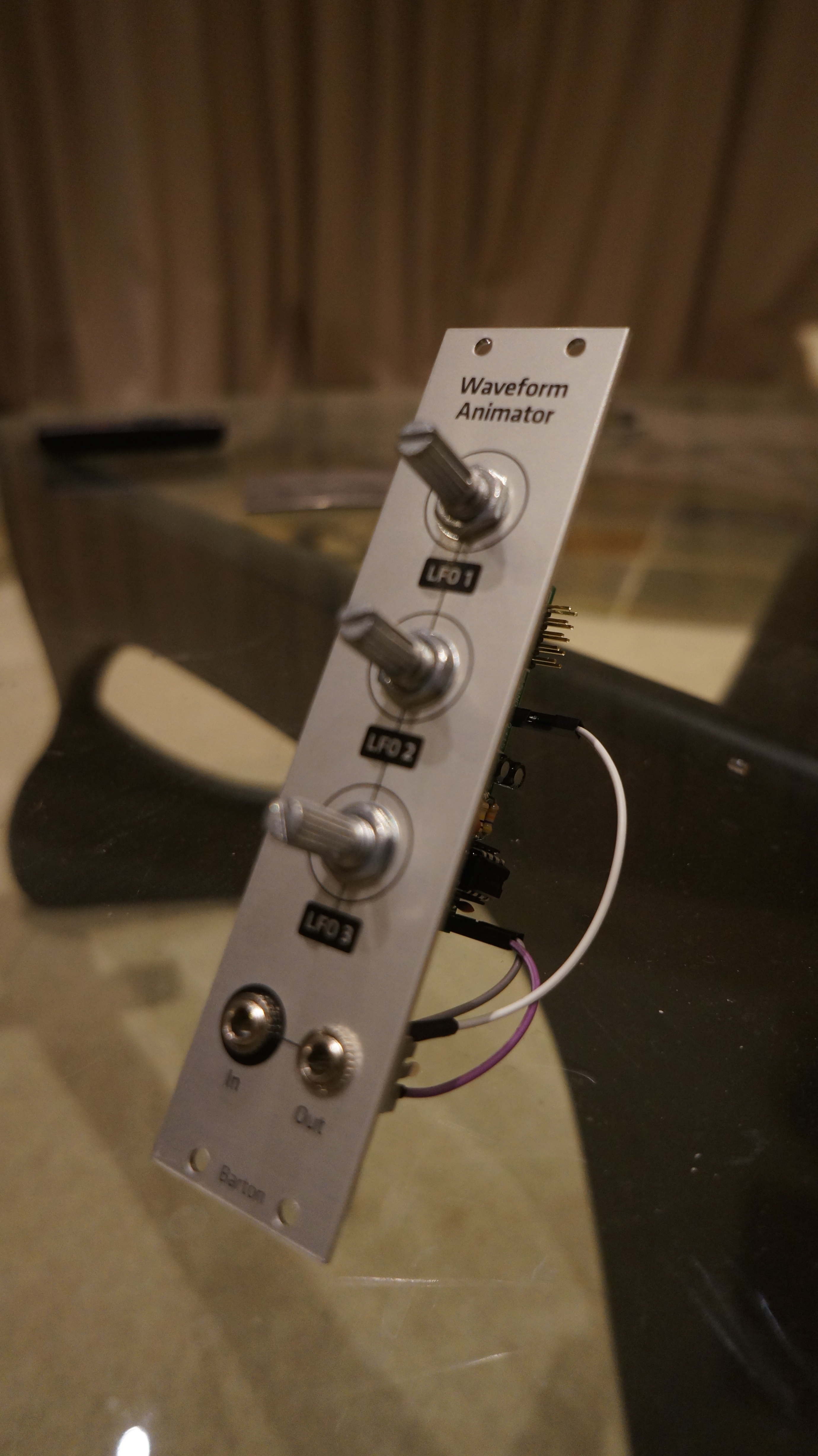
Dynthèse par distorsion linéaire

La synthèse par distorsion linéaire est un procédé de synthèse découverte par Jean-Claude Risset, qui consiste à faire passer un signal au travers d'une fonction de transfert afin d'enrichir le spectre. Les harmoniques obtenues peuvent être prédites mathématiquement grâce au polynôme de Tchebychev.